# Péter Prohászka
Péter Prohászka (* 13. Januar 1992 in Vác) ist ein ungarischer Schach-Großmeister.

## Leben

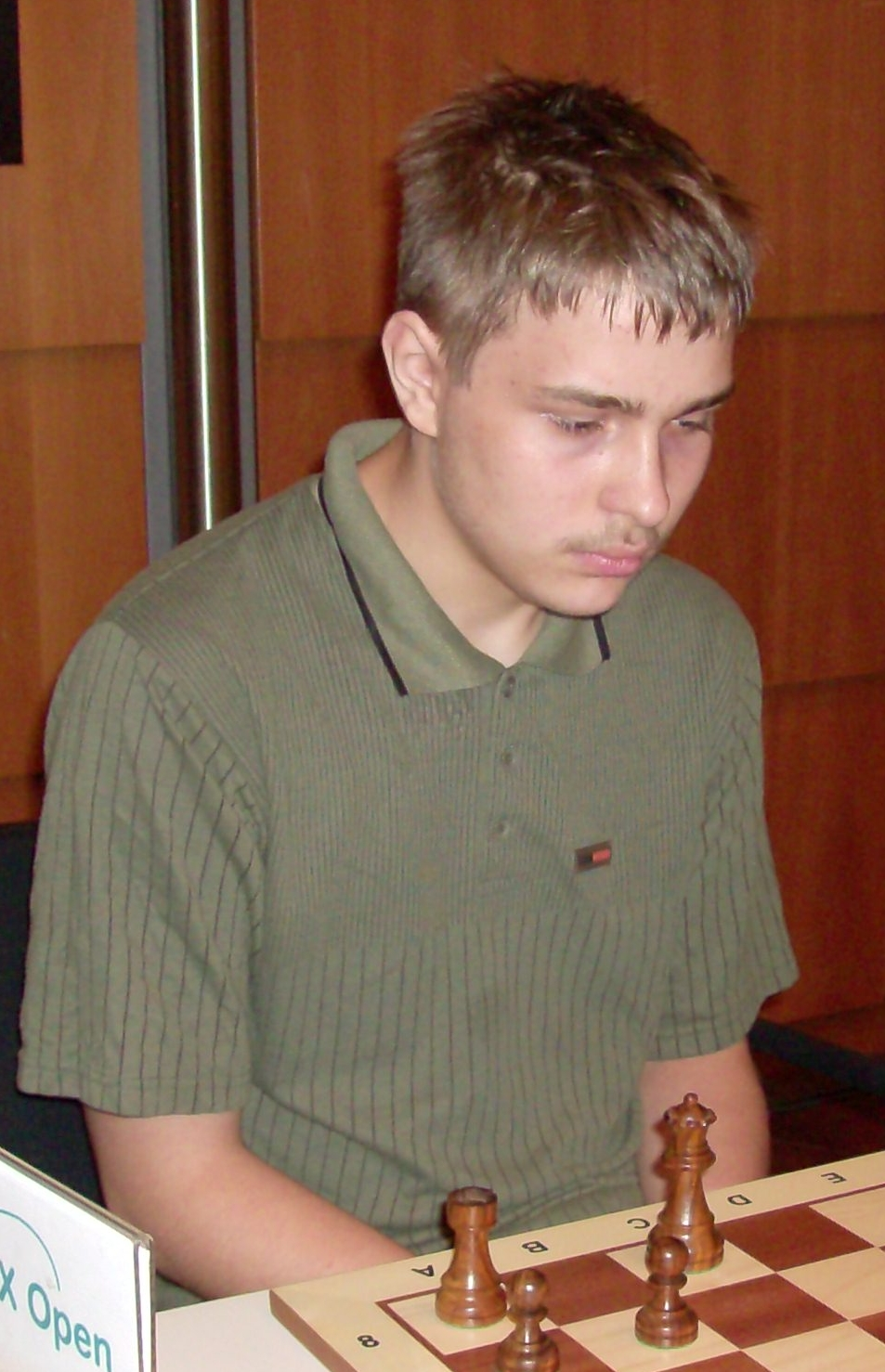
Péter Prohászka, 2008

Das Schachspiel lernte er von seinem Vater. Seine Trainer waren die Internationalen Meister Oszkár Herczeg und János Dudás sowie der FIDE-Meister Ottó Magyar. Aktuell (Stand: 2008) ist der Großmeister Péter Lukács sein Trainer. Prohászka wurde 2006 in Herceg Novi U14-Jugendeuropameister. In der NB I. Szabó László csoport, der höchsten ungarischen Spielklasse, spielte er von 2004 bis 2007 bei PMSE Antenna Hung (2005 umbenannt in Postás MATÁV Sport Egyesület), in der Saison 2007/08 beim Csuti-Hydrocomp Zalaegerszeg SK, mit dem er den ungarischen Mannschaftsmeisterschaftstitel erkämpft hat, anschließend bei Aquaprofit NTSK, mit dem er in den Spielzeiten 2008/09, 2009/10 und 2010/11 den Titel gewann. Von 2011 bis 2013 spielte er bei Szombathelyi MÁV Haladás VSE, von der Saison 2013/14 bis zur Saison 2015/16 spielte er wieder bei Aquaprofit NTSK und wurde in den Saisons 2013/14, 2014/15 und 2015/16 ungarischer Mannschaftsmeister. In der Saison 2016/17 spielte Prohászka für DVTK Sport Korlátolt Felelősségű Társaság. In der deutschen 1. Bundesliga spielte er in der Saison 2007/08 für den SK Zehlendorf und in der Saison 2010/11 für den ESV Nickelhütte Aue. In Österreich spielte er in der Saison 2010/11 für den ASVÖ Wulkaprodersdorf, von der Saison 2011/12 bis zur Saison 2015/16 für den SV ASVÖ St. Veit an der Glan und in der Saison 2016/17 für mpimmo Wien - SK Ottakring.
Prohászka siegte und erfüllte GM-Normen bei den First-Saturday-Turnieren im Oktober 2006, Februar 2008 sowie November 2009 und bekam daraufhin im Januar 2010 den Titel Schachgroßmeister verliehen.
Im Februar 2015 belegt er Platz 8 der ungarischen Elo-Rangliste.